# Terminalia sambesiaca
Terminalia sambesiaca är en tvåhjärtbladig växtart som beskrevs av Adolf Engler och Diels. Terminalia sambesiaca ingår i släktet Terminalia och familjen Combretaceae. Inga underarter finns listade i Catalogue of Life.